# Bernstorff
La finca de Bernstorff fou regalada pel rei Frederic V de Dinamarca al seu ministre d'afers exteriors J.H.E. Bernstorff, qui l'emprà com a residència d'estiu per ell i la seva família. Tot i així, aviat es veié la inutilitat de les edificacions inicials i el ministre Bernstorff ordenà a l'arquitecte Nicolas-Henri Jardin el disseny i construcció d'una nova residència d'estiu a la mateixa finca.
El palau fou construït en un espai elevat enmig d'un entorn de gran bellesa natural i des del qual hom podia contemplar unes excel·lents vistes que anaven des de la ciutat de Copenhaguen fins a la preciosa església de Gentofte.
La construcció de la residència significà l'entrada, per primera vegada, a Dinamarca de l'arquitectura neoclàssica. La gran elaboració de la residència provocà que el cost d'aquesta es disparés tal com s'observà un cop acabada l'obra el maig de 1765.
El ministre Bernstorff abandonà Dinamarca l'any 1770 quan fou substitüit al govern per Struensee. Malgrat això, la propietat de Bernstorff seguí en mans de la família fins a l'any 1812. Des de llavors la finca passà per diverses mans i per tal d'impedir-ne la demolició, el rei Cristià VIII de Dinamarca l'adquirí com a residència i immediatament inicià les obres de reforma de la residència encarregant-li a J. Hansen Koch la renovació i ampliació de la finca. A partir d'aquell moment, Bernstorff es convertí en una residència d'estiu de la família reial danesa.
L'any 1854 el palau de Bernstorff fou posat a la disposició del llavors príncep hereu i després rei Cristià IX de Dinamarca. Durant el seu llarg regnat el palau visqué una veritable edat daurada com a residència d'estiu preferida del rei i de la seva muller, la princesa Lluïsa de Hessen-Kassel, així com de la seva extensa família que incloïa des del rei Eduard VII del Regne Unit al tsar Alexandre III de Rússia. Després de la Nordic Art and Industry Exhibition celebrada a la localitat de Bernstorff, la reina Lluïsa de Dinamarca comprà el pavelló suec que s'integrà al parc del palau i fou destinat com a casa de convidats. A partir d'aquell moment el pavelló fou conegut com la vil·la sueca.
A la mort del rei Cristià IX de Dinamarca, el palau de Bernstorff fou heretat pel príncep Valdemar de Dinamarca, fill petit del monarca. Des de l'any 1906 i fins a la seva mort, l'any 1939, Valdemar visqué de forma pràcticament ininterrompuda al castell.
A partir de l'any 1939, la finca de Bernstorff fou emprada per l'Agència d'Emergències danesa com una acadèmia de formació per oficials del cos.
Avui en dia el palau de Bernstorff és propietat de l'Estat danès i és gestionat per l'Agència de Palau i Propietats Reials. L'única part a on es permet la visita del públic en general és la ja mencionada vil·la sueca que és utilitzada com un cafè i un espai on s'exhibeix art.